# Liste italienischer Schriftsteller
Liste italienischer Schriftsteller, Dichter und Literaturschaffender:

## A
- Giorgio Agamben (* 1942), Philosoph und Essayist
- Edoardo Albinati (* 1956), Schriftsteller und Übersetzer
- Vittorio Alfieri (1749–1803), Dramatiker
- Dante Alighieri (1265–1321), Dichter
- Niccolò Ammaniti (* 1966), Schriftsteller
- Roberto Andò (* 1959), Schriftsteller, Essayist, Theater- und Filmemacher
- Andrea da Grosseto (13. Jahrhundert), Dichter und Übersetzer
- Angelo Anelli (1761–1820), Librettist
- Cecco Angiolieri (1260–1312), Dichter
- Giulio Angioni (1939–2017), Schriftsteller und Anthropologe
- Ludovico Ariosto (1474–1533), Dichter
- Guittone d’Arezzo (um 1250–1294), Dichter
- Cesare Arici (1782–1836), Dichter
- Giovanni Arpino (1927–1987), Schriftsteller, Journalist

## B
- Riccardo Bacchelli (1891–1985)
- Antonio Baldini (1889–1962)
- Nanni Balestrini (1935–2019)
- Alessandro Baricco (* 1958)
- Girolamo Baruffaldi (1675–1755), Geistlicher, Historiker und Dichter
- Giambattista Basile (1575–1632), Märchendichter
- Giorgio Bassani (1916–2000)
- Roberto Bazlen (1902–1965), Publizist
- Stefano Benni (* 1947)
- Mario Benzing (1896–1958), Schriftsteller und Übersetzer
- Donata Berra (* 1947), Schriftstellerin und Übersetzerin
- Giuseppe Berto (1914–1978), Schriftsteller
- Alberto Bevilacqua (1934–2013)
- Luciano Bianciardi (1922–1971)
- Gianni Bisiach (1927–2022)
- Giovanni Boccaccio (1313–1375), Erzähler
- Giuseppe Bonaviri (1924–2009)
- Massimo Bontempelli (1878–1960), Schriftsteller
- Giuseppe Antonio Borgese (1882–1952)
- Francesco Bracciolini (1566–1646), Dichter
- Vitaliano Brancati (1907–1954)
- Gesualdo Bufalino (1920–1996)
- Aldo Busi (* 1948)
- Ignazio Buttitta (1899–1997), Lyriker
- Dino Buzzati (1906–1972), Autor

## C
- Roberto Calasso (1941–2021)
- Lorenzo Calogero (1910–1961), Lyriker
- Italo Calvino (1923–1985), Schriftsteller
- Ranieri de’ Calzabigi (1714–1795), Dichter und Librettist
- Andrea Camilleri (1925–2019)
- Luigi Capuana (1839–1915)
- Lara Cardella (* 1969)
- Giosuè Carducci (1835–1907), Dichter
- Annibale Caro (1507–1566), Dichter
- Gianrico Carofiglio (* 1961)
- Luigi Romolo Carrino, auch L. R. Carrino (* 1968)
- Carlo Cassola (1917–1987)
- Baldassare Castiglione (1478–1529)
- Ermanno Cavazzoni (* 1947)
- Gianni Celati (1937–2022)
- Vincenzo Cerami (1940–2013)
- Claretta Cerio (1927–2019)
- Edwin Cerio (1875–1960)
- Guido Ceronetti (1927–2018)
- Melchiorre Cesarotti (1730–1808), Dichter, Übersetzer und Gelehrter
- Piero Chiara (1913–1986)
- Bruno Cicognani (1879–1971)
- Giulio Cisco (1920–1999), Journalist und Schriftsteller
- Carlo Còccioli (1920–2003)
- Mariannina Coffa (1841–1878), Dichterin
- Paolo Cognetti (* 1978), Schriftsteller
- Carlo Collodi (1826–1890)
- Vittoria Colonna (1492–1547)
- Massimo Consoli (1945–2007)
- Vincenzo Consolo (1933–2012)
- Roberto Cotroneo (* 1961)
- Ettore Cozzani (1884–1971)
- Giovanni Mario Crescimbeni (1663–1728), Dichter
- Giuseppe Culicchia (* 1965)

## D
- Alessandro D’Ancona (1835–1914), Schriftsteller
- Gabriele D’Annunzio (1863–1938), Schriftsteller
- Stefano D’Arrigo (1919–1992), Schriftsteller
- Massimo d’Azeglio (1798–1866)
- Emanuela Da Ros (* 1959)
- Felice Daneo (1825–1890)
- Caterina Davinio (* 1957), Dichterin, Schriftstellerin und Künstlerin
- Edmondo De Amicis (1846–1908)
- Milo De Angelis (* 1951)
- Andrea De Carlo (* 1952)
- Giancarlo De Cataldo (* 1956)
- Luciano De Crescenzo (1928–2019)
- Erri De Luca (* 1950), Schriftsteller und Übersetzer
- Angelo Del Boca (1925–2021)
- Pio Alberto Del Corona (1837–1912), Bischof, religiöser Schriftsteller
- Grazia Deledda (1871–1936), Erzählerin
- Antonio Delfini (1907–1963), Erzähler
- Giovanni Della Casa (1503–1556), Kleriker und Dichter
- Mario Desiati (* 1977)
- Giuseppe Dessì (1909–1977)
- Tommaso Di Ciaula (1941–2021)
- Donatella Di Pietrantonio (* 1962)

## E
- Umberto Eco (1932–2016), Semiotiker und Schriftsteller
- Valerio Evangelisti (1952–2022), Schriftsteller

## F
- Giorgio Faletti (1950–2014)
- Oriana Fallaci (1929–2006)
- Cristina Ali Farah (* 1973)
- Giuseppe Fava (1925–1984)
- Beppe Fenoglio (1922–1963)
- Elena Ferrante (* 1943)
- Ernesto Ferrero (1938–2023)
- Marsilio Ficino (1433–1499), Philosoph
- Nino Filastò (1938–2021)
- Ennio Flaiano (1910–1972)
- Dario Fo (1926–2016), Dramatiker
- Antonio Fogazzaro (1842–1911)
- Giorgio Fontana (* 1981)
- Mario Fortunato (* 1958)
- Ugo Foscolo (1778–1827)
- Biancamaria Frabotta (1946–2022)
- Carlo Maria Franzero (1892–1986)
- Massimiliano Frezzato (1968–2024), Comic-Autor
- Carlo Fruttero (1926–2012)

## G
- Carlo Emilio Gadda (1893–1973)
- Armin Gatterer (1959), deutschsprachiger Schriftsteller
- Fabio Geda (1972)
- Giovan Battista Gelli (1498–1563)
- Carlo Ginzburg (1939)
- Leone Ginzburg (1909–1944)
- Natalia Ginzburg (1916–1991)
- Andrea Giovene (1904–1995)
- Michele Giuttari (1950)
- Carlo Goldoni (1707–1793), Dramatiker
- Carlo Gozzi (1720–1806), Dramatiker
- Giovanni Vincenzo Gravina (1664–1718)
- Tommaso Grossi (1791–1853)
- Antonio Guadagnoli (1798–1858)
- Giovannino Guareschi (1908–1968), Autor und Satiriker

## I
- Enrico Ianniello (* 1970)
- Immanuel ha-Romi (1261–1335)

## K
- Tullio Kezich (1928–2009)

## L
- Raffaele La Capria (1922–2022)
- Tommaso Landolfi (1908–1979)
- Antonella Lattanzi (* 1979)
- Gavino Ledda (* 1938)
- Francesco Leonetti (1924–2017)
- Giacomo Leopardi (1798–1837), Dichter
- Carlo Levi (1902–1975)
- Paolo Levi (1919–1989)
- Primo Levi (1919–1987)
- Davide Longo (* 1971)
- Giovanni Francesco Loredano (1607–1661)
- Rosetta Loy (1931–2022)
- Carlo Lucarelli (* 1960)
- Franco Lucentini (1920–2002)
- Emilio Lussu (1890–1975), Erzähler
- Amos Luzzatto (1928–2020), Essayist

## M
- Loriano Macchiavelli (* 1934), Autor
- Scipione Maffei (1675–1755), Gelehrter und Dramatiker
- Maurizio Maggiani (* 1951), Schriftsteller
- Claudio Magris (* 1939), Autor, Übersetzer, Germanist
- Ugo Malaguti (1945–2021)
- Luigi Malerba (1927–2008)
- Goffredo Mameli (1827–1849), Dichter und Schriftsteller
- Laura Mancinelli (1933–2016)
- Giorgio Manganelli (1922–1990)
- Alessandro Manzoni (1785–1873)
- Dacia Maraini (* 1936)
- Filippo Tommaso Marinetti (1876–1944)
- Giovanni Battista Marino (1569–1625)
- Giuseppina Martinuzzi (1844–1925)
- Masuccio Salernitano (um 1410 – nach 1475)
- Paolo Maurensig (1943–2021)
- Ortensio Mauro (1634–1725), Hofsekretär, Hofdichter und Zeremonienmeister
- Margaret Mazzantini (* 1961), Schauspielerin und Schriftstellerin
- Francesca Melandri (* 1964), Schriftstellerin und Drehbuchautorin
- Luigi Meneghello (1922–2007), Schriftsteller
- Meshullam ben Menahem da Volterra (15. Jh.), Kaufmann und Reiseschriftsteller
- Maria Messina (1887–1944)
- Stelvio Mestrovich (* 1948)
- Milena Milani (1917–2013)
- Grazyna Miller (1957–2009), Dichterin
- Nicolò Minato (≈1630–1698)
- Francesco Maria Molza (1489–1544)
- Rita Monaldi (* 1966), Journalistin und Schriftstellerin
- Furio Monicelli (1924–2011)
- Eugenio Montale (1896–1981), Dichter
- Danila Montanari (1948–2023), Schriftstellerin
- Gianni Montanari (1949–2020), Science-Fiction-Autor, Übersetzer und Herausgeber
- Elsa Morante (1912–1985)
- Alberto Moravia (1907–1990)
- Isabella di Morra (um 1520 – nach 1546), Dichterin
- Guido Morselli (1912–1973)
- Michela Murgia (1972–2023)

## N
- Nico Naldini (1929–2020)
- Ada Negri (1870–1945)
- Ippolito Nievo (1831–1861)

## O
- Margherita Oggero (* 1940)
- Renato Olivieri (1925–2013)
- Alberto Ongaro (1925–2018)

## P
- Elio Pagliarani (1927–2012)
- Claudio Paglieri (* 1965)
- Aldo Palazzeschi (1885–1974)
- Giovanni Papini (1881–1956)
- Giuseppe Parini (1729–1799)
- Goffredo Parise (1929–1986), Schriftsteller und Journalist
- Giovanni Pascoli (1855–1912), Dichter
- Pier Paolo Pasolini (1922–1975), Dichter und Regisseur
- Cesare Pavese (1908–1950), Schriftsteller
- Roberto Pazzi (1946–2023), Dichter, Schriftsteller und Journalist
- Silvio Pellico (1789–1854), Schriftsteller
- Sandro Penna (1906–1977), Dichter und Erzähler
- Antonio Pennacchi (1950–2021), Schriftsteller
- Arrigo Petacco (1929–2018), Schriftsteller und Journalist
- Francesco Petrarca (1304–1374)
- Francesco Piccolo (* 1964)
- Alessandro Piperno (* 1972)
- Luigi Pirandello (1867–1936), Dramatiker
- Liaty Pisani (* 1950), Schriftstellerin
- Salvatore Piscicelli (1948–2024), Filmemacher und Schriftsteller
- Pitigrilli (1893–1975)
- Antonio Pizzuto (1893–1976)
- Giuseppe Pontiggia (1934–2003)
- Vasco Pratolini (1913–1991)
- Giorgio Pressburger (1937–2017)
- Antonio Pucci (um 1310–1388)

## Q
- Pier Antonio Quarantotti Gambini (1910–1965)
- Salvatore Quasimodo (1901–1968)

## R
- Giovanni Raboni (1932–2004)
- Fabrizia Ramondino (1936–2008), Schriftstellerin
- Ugo Riccarelli (1954–2013)
- Ottavio Rinuccini (1562–1621), Dichter, Librettist
- Cesare Ripa (1555–1622)
- Angelo Maria Ripellino (1923–1978), Dichter
- Gianni Rodari (1920–1980)
- Sergio Romano (* 1929)
- Rossana Rossanda (1924–2020)
- William Michael Rossetti (1829–1919), Dichter, Kunstkritiker (GB/IT)
- Paolo Rumiz (* 1947)
- Rustichello da Pisa (13. Jahrhundert), Verfasser von Ritterromanen und Koautor der Reiseberichte des Marco Polo

## S
- Umberto Saba (1883–1957)
- Emilio Salgari (1862–1911)
- Edoardo Sanguineti (1930–2010)
- Salvatore Satta (1902–1975)
- Roberto Saviano (* 1979)
- Alberto Savinio (1891–1952)
- Richard Sbrulius (ca. 1480 – ca. 1528)
- Tiziano Scarpa (* 1963)
- Giorgio Scerbanenco (1911–1969)
- Leonardo Sciascia (1921–1989)
- Beppe Severgnini (* 1956)
- Cristina Siccardi (* 1966)
- Enzo Siciliano (1934–2006)
- Ignazio Silone (1900–1978)
- Mario Soldati (1906–1999)
- Flavio Soriga (* 1975)
- Francesco P. Sorti (* 1964)
- Marko Sosič (1958–2021)
- Elia Spallanzani (1920–1997)
- Guido Stagnaro (1925–2021)
- Pietro Stanzano (1928–1968), Schriftsteller
- Domenico Starnone (* 1943)
- Fabio Stassi (* 1962)
- Giovanni Francesco Straparola (≈1480 – ≈1558), Märchensammler
- Alessandro Striggio (1573–1630), Librettist
- Giani Stuparich (1891–1961)
- Italo Svevo (eigtl. Ettore Schmitz; 1861–1928)

## T
- Antonio Tabucchi (1943–2012)
- Susanna Tamaro (* 1957)
- Luigi Tansillo (1510–1568)
- Iginio Ugo Tarchetti (1839–1869)
- Torquato Tasso (1544–1595)
- Mirella Tenderini
- Emanuele Tesauro (1592–1675)
- Delio Tessa (1886–1939)
- Marina Torossi Tevini
- Enrico Thovez (1869–1925)
- Giorgio Todde (* 1951)
- Giuseppe Tomasi di Lampedusa (1896–1957)
- Fulvio Tomizza (1935–1999)
- Niccolò Tommaseo (1802–1874)
- Pier Vittorio Tondelli (1955–1991)
- Agnolo Torini (14. Jh.)
- Giovanni Torti (1774–1852)
- Federigo Tozzi (1883–1920)
- Vitaliano Trevisan (* 1960)
- Trilussa (eigtl. Carlo Alberto Salustri) (1871–1950)
- Gian Giorgio Trissino (1478–1550)

## U
- Fazio degli Uberti (1309–1367), Dichter
- Giuseppe Ungaretti (1888–1970), Dichter

## V
- Valerio Varesi (* 1959)
- Giorgio Vasari (1511–1574), Architekt
- Sandro Veronesi (* 1959)
- Anacleto Verrecchia (1926–2012), Philosoph und Essayist
- Giambattista Vico (1668–1744), Philosoph
- Simona Vinci (* 1970)
- Giovanni Verga (1840–1922)
- Elio Vittorini (1908–1966)
- Giorgio Voghera (1908–1999)

## Z
- Antonio Zaniboni (≈1690–1767), Dichter
- Andrea Zanzotto (1921–2011), Dichter
- Vincenzo Zappone (1921–2007), Dichter
- Apostolo Zeno (1668–1750)